# ایر کریبک
ایر کریبک (به انگلیسی: Air Creebec) یک شرکت هواپیمایی با کد یاتا YN است که در ۱۹۸۲ میلادی تأسیس شده‌است. دفتر مرکزی ایر کریبک در وال-دور، استان کبک واقع شده‌است و قطب این شرکت هواپیمایی در فرودگاه ول-د ار قرار دارد و به ۱۶ مقصد، پرواز انجام می‌دهد.